# Primul contact (antropologie)

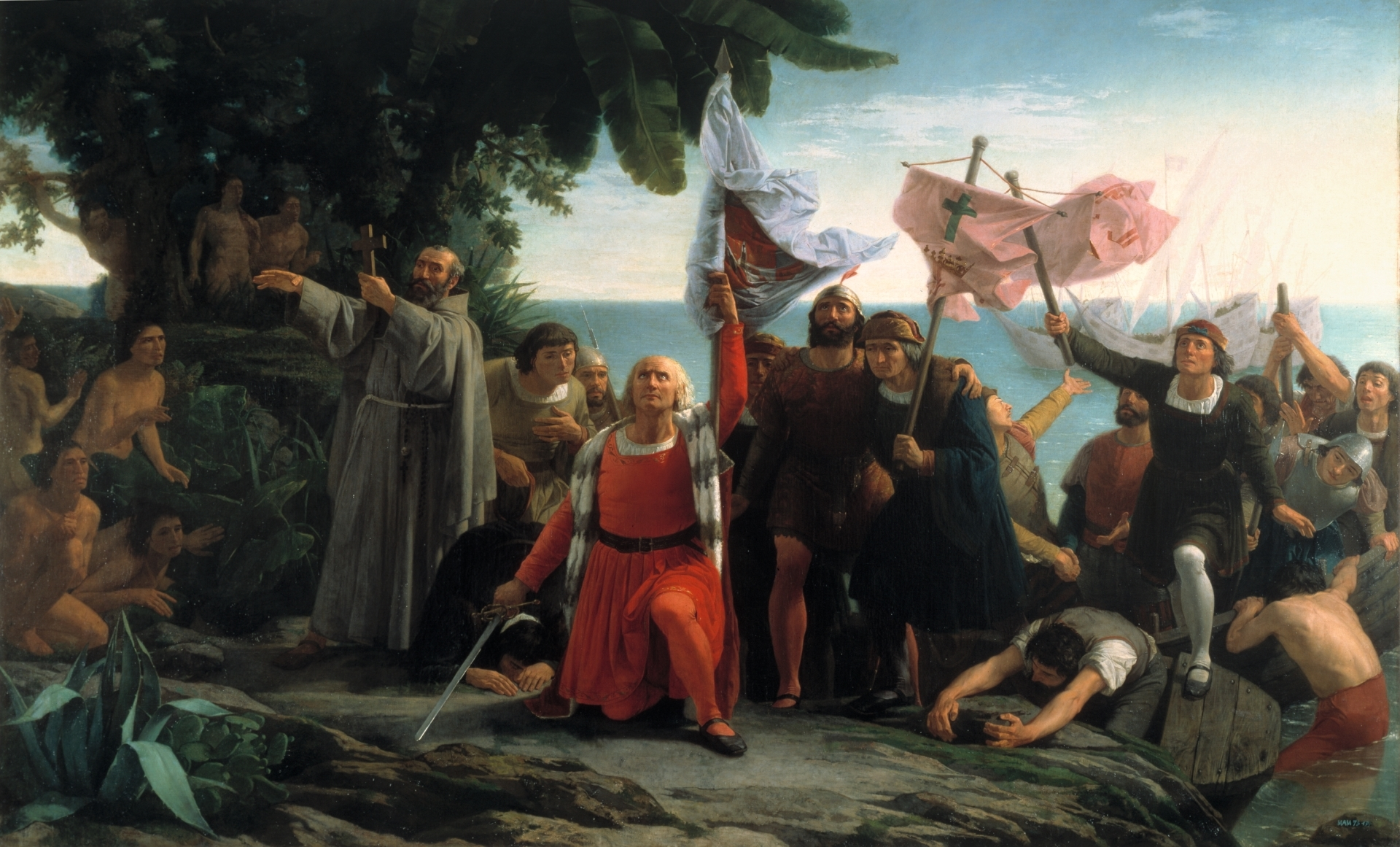
Prima întâlnire a lui Cristofor Columb cu locuitorii din Lumea Nouă, 12 octombrie 1492.

În antropologie, primul contact este un termen folosit pentru a face referire la prima întâlnire dintre două culturi/civilizații care anterior nu aveau cunoștință de existența celeilalte. Cel mai cunoscut exemplu este întâlnirea dintre spanioli și Arahuacos care poate fi catalogată prin extindere ca fiind primul contact, în general, dintre Europa și America pre-columbiană. Primul contact a dus în cele din urmă la cuceriri, jafuri și la dominația puterilor europene în America.
De multe ori se fac referințe la o astfel de situație ca la o "descoperire", totuși cum termenul „descoperire” se referă de obicei la o descoperire geografică, la astfel de întâlniri între oameni se preferă termenul de prim contact.
În ficțiune, literatura științifico-fantastică și filmele SF, primul contact se referă la o (viitoare) primă întâlnire (ipotetică) între omenire și unele specii extraterestre (inteligente).